# Sebastian Mailat
Sebastian Arpad Mailat (Timișoara, 12 dicembre 1997) è un calciatore rumeno, centrocampista del Sepsi.

## Caratteristiche tecniche
È un esterno sinistro.

## Carriera

### Club
Cresciuto nelle giovanili dell'ACS Poli Timișoara, ha esordito il 29 maggio 2016 in un match perso 3-2 contro il CSM Studențesc Iași.

## Statistiche

### Presenze e reti nei club
Statistiche aggiornate al 16 gennaio 2018.
| Stagione                  | Squadra                   | Campionato                | Campionato | Campionato | Coppe nazionali | Coppe nazionali | Coppe nazionali | Coppe continentali | Coppe continentali | Coppe continentali | Altre coppe | Altre coppe | Altre coppe | Totale | Totale | Totale |
| Stagione                  | Squadra                   | Comp                      | Pres       | Reti       | Comp            | Pres            | Reti            | Comp               | Pres               | Reti               | Comp        | Pres        | Reti        | Pres   | Reti   |        |
| ------------------------- | ------------------------- | ------------------------- | ---------- | ---------- | --------------- | --------------- | --------------- | ------------------ | ------------------ | ------------------ | ----------- | ----------- | ----------- | ------ | ------ | ------ |
| 2015-2016                 | ACS Poli Timișoara        | L1                        | 1          | 1          | CR+CL           | 0               | 0               |                    | -                  | -                  |             | -           | -           | 1      | 1      |        |
| 2016-2017                 | ACS Poli Timișoara        | L1                        | 23+2       | 3          | CR+CL           | 3+1             | 0               |                    | -                  | -                  |             | -           | -           | 29     | 3      |        |
| 2017-gen. 2018            | ACS Poli Timișoara        | L1                        | 14         | 2          | CR              | 1               | 0               |                    | -                  | -                  |             | -           | -           | 15     | 2      |        |
| Totale ACS Poli Timișoara | Totale ACS Poli Timișoara | Totale ACS Poli Timișoara | 40         | 6          |                 | 4               | 0               |                    | -                  | -                  |             | -           | -           | 44     | 6      |        |
| gen.-giu. 2018            | CFR Cluj                  | L1                        | 3          | 0          | CR              | 0               | 0               |                    | -                  | -                  |             | -           | -           | 3      | 0      |        |
| Totale Carriera           | Totale Carriera           | Totale Carriera           | 43         | 6          |                 | 4               | 0               |                    | -                  | -                  |             | -           | -           | 47     | 6      |        |

## Palmarès

### Club
- Campionato rumeno: 1

CFR Cluj: 2017-2018
- Supercoppa di Romania: 1

CFR Cluj: 2018